# Accouplement élastique
Un accouplement élastique est un accouplement mécanique généralement utilisé en industrie de montage de pièce, afin de permettre de compenser plus ou moins des défauts d'alignement entre deux arbres. La transmission de l'effort peut se faire sans résistance, le couple est intégralement transmis.
Selon les systèmes, il est possible de compenser un défaut d'alignement angulaire jusqu'à 3°, un défaut d'alignement radial jusqu'à 1mm et un défaut d'alignement axial limité uniquement par le diamètre des arbres.

## Principaux cas

### Torsion
Un arbre semi-flexible, par exemple une tige de plastique, peut être monté en flexion avec des défauts d'alignement sans perte de couple. L'avantage est qu'il n'y a pas de pièce intermédiaire, l'inconvénient est que l'arbre supporte les flexions à chaque tour, entraînant une usure rapide, et que les irrégularités et les chocs de transmission ne sont absolument pas amortis.

### Joint d'Oldham
Le joint d'Oldham, inventé par John Oldham en 1820, permet de corriger un défaut d'alignement. Deux glissières à 90° s'emboitent sur un plateau intermédiaire. Le plateau coulisse à chaque tour dans les deux glissières pour compenser le désaxage. Le centre du plateau tourne autour d'un cercle de diamètre les axes des deux arbres. Le joint est parfaitement homocinétique. Il existe plusieurs variantes.

### Accouplement à denture bombée

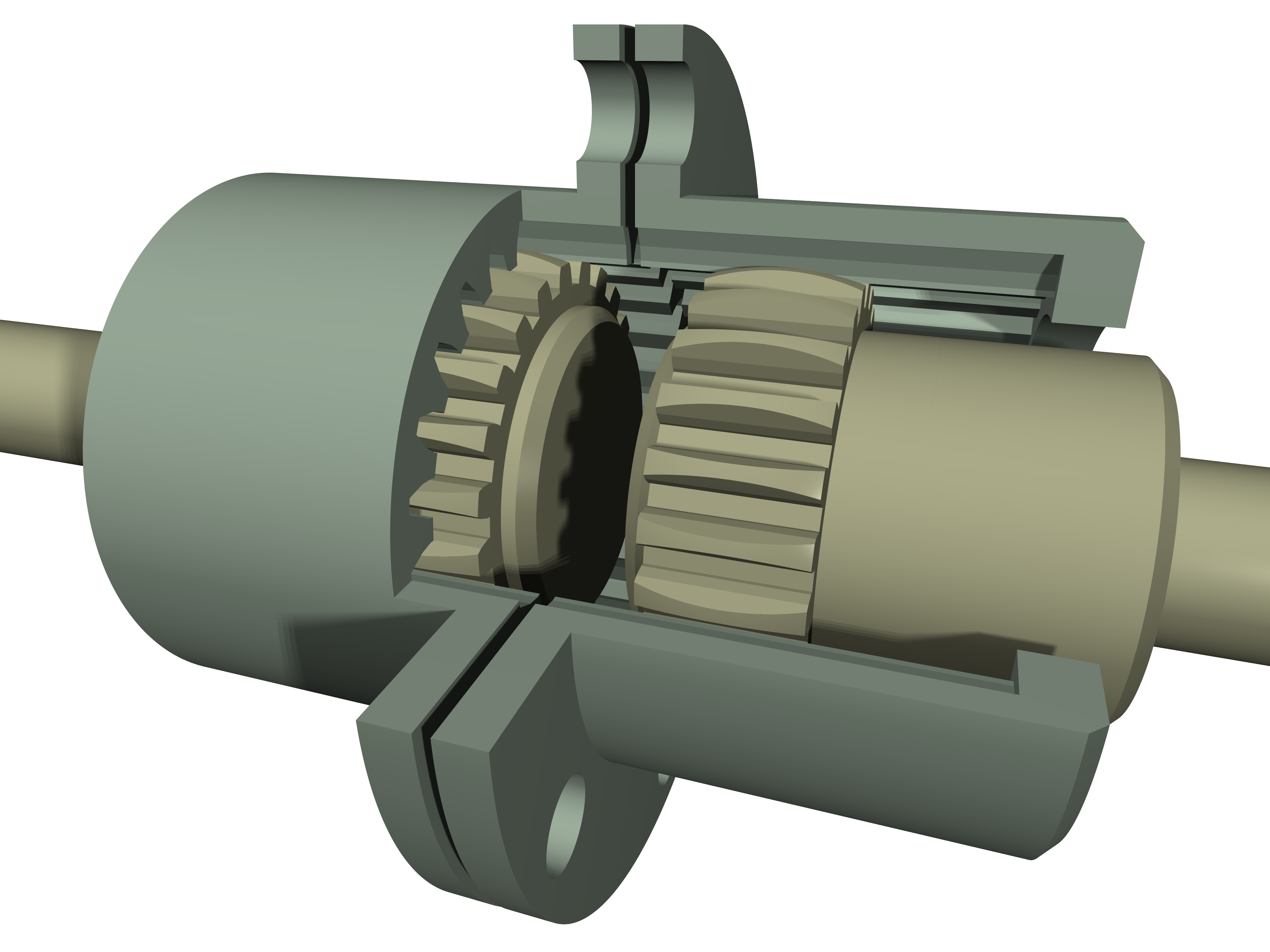
Accouplement à denture bombée

Les engrenages sont fixés aux extrémités des arbres et sont insérés dans un manchon rainuré. Les dents des engrenages sont bombés afin de pouvoir rattraper un désalignement angulaire. La transmission est assurée par le contact entre les dents et les rainures.

### Ressort
Une série de ressorts enchâssés les uns dans les autres reliant les extrémités des arbres. On trouve dans le commerce une pièce en vente composée d'un ressort carré triple fil ainsi que des axes à lamelle ou à soufflet.

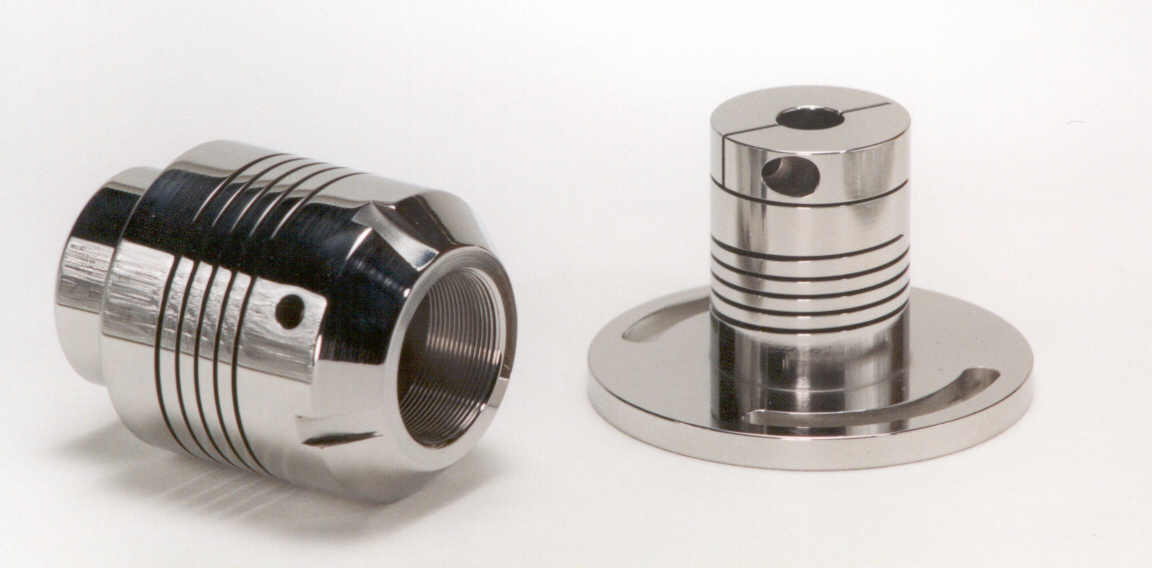
Un coupleur à lamelles avec usinages spécifiques.
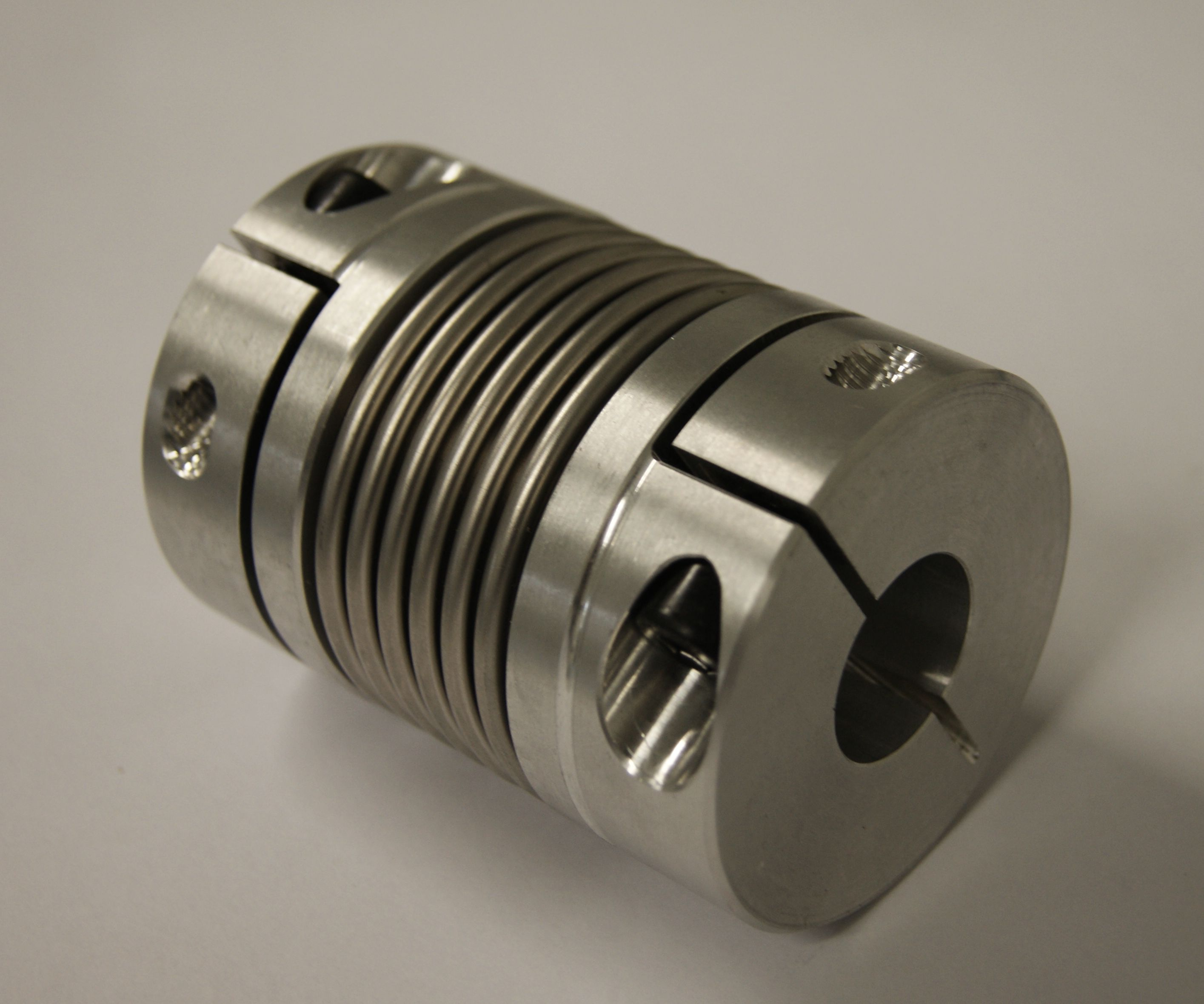
Couplage élastique à ressort.
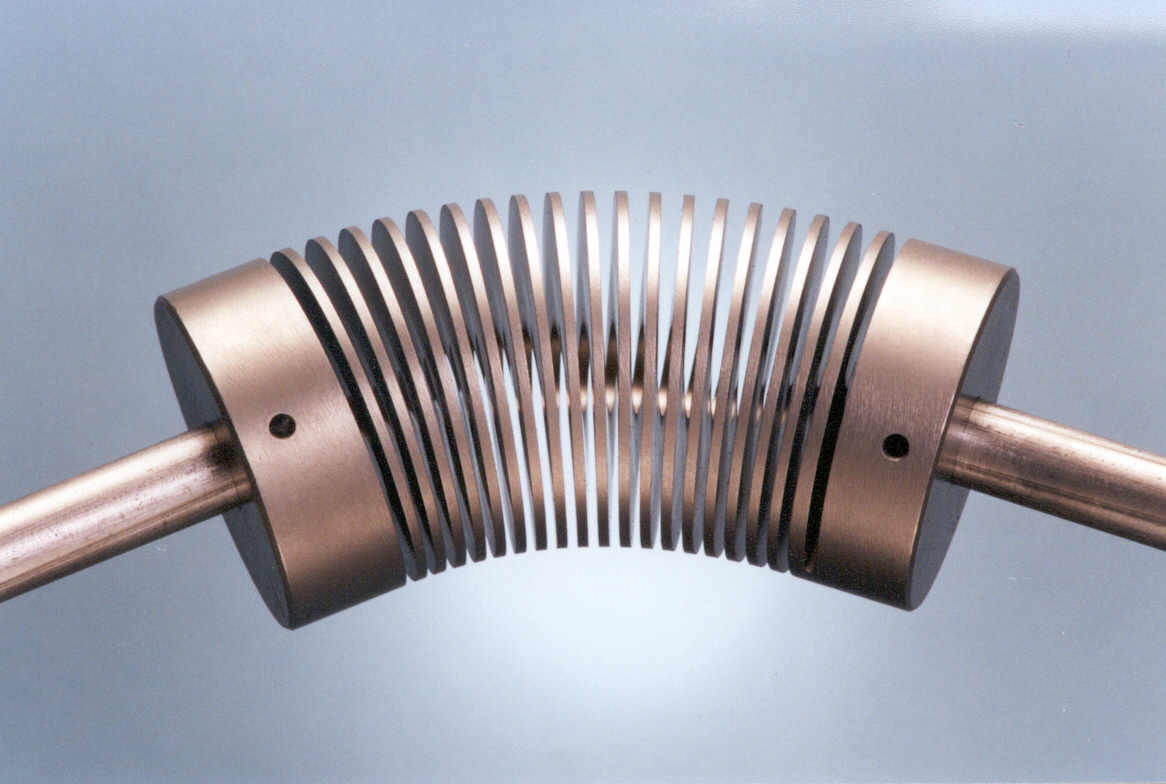
Exemple de désalignement.

### Pièces flexibles
Les pièces rigides sont associées à des pièces en élastomère qui servent à absorber tous les types de désalignement. Les membranes, blocs, pièces en huit, plots, sont fixés entre deux axes et absorbent à la fois les désalignements angulaires, axiaux et radiaux. Ils absorbent également les chocs de transmission et les irrégularités dans la rotation. Il existe de nombreuses réalisations qui selon leur forme sont plus on moins efficaces sur les angles, axes ou radiales.